# Херонімо Рульї
Херонімо Рульї (ісп. Gerónimo Rulli, нар. 20 травня 1992, Ла-Плата, Аргентина) — аргентинський футболіст, воротар французького клубу «Марсель» та збірної Аргентини.
Виступав, зокрема, за клуби «Естудьянтес» та «Реал Сосьєдад», а також олімпійську збірну Аргентини.

## Клубна кар'єра
Вихованець футбольної школи клубу «Естудьянтес». Дорослу футбольну кар'єру розпочав 2012 року в основній команді того ж клубу, в якій провів два сезони, взявши участь у 50 матчах чемпіонату. Більшість часу, проведеного у складі «Естудьянтес», був основним голкіпером команди. Відзначався досить високою надійністю, пропускаючи в іграх чемпіонату в середньому 0,6 гола за матч.
2014 року перейшов до уругвайського клубу другого дивізіону «Депортіво Мальдонадо» за 3,5 мільйона євро та одразу відправився в оренду на два роки до іспанського «Реал Сосьєдада». Руллі й не збирався грати за нижчоліговий уругвайський клуб, ця транзакція мала на меті передусім податкову оптимізацію. Аргентинець відіграв за клуб із Сан-Себастьяна наступні два сезони своєї ігрової кар'єри. Граючи в «Реал Сосьєдаді», також здебільшого виходив на поле в основному складі команди.
Влітку 2016 року уклав контракт із клубом «Манчестер Сіті», який заплатив за гравця 4,7 мільйона євро та одразу віддав його в оренду до того ж «Реал Сосьєдада». 1 січня 2017 баскський клуб уклав із Руллі повноцінний контракт. Наступні три сезони також був переважно основним воротарем клубу, провівши 91 матч у чемпіонаті та пропустивши 133 голи.
14 серпня 2019 перейшов на правах річної оренди з можливістю викупу до французького «Монпельє», де також став основним воротарем.
В серпні 2024 року Рульї перейшов до французького «Марселя».

## Виступи за збірні
2016 року захищав кольори олімпійської збірної Аргентини. У складі цієї команди провів 3 матчі на футбольному турнірі на Олімпійських іграх 2016 року у Ріо-де-Жанейро.
З 2015 викликався до національної збірної Аргентини. 8 вересня 2018 дебютував за головну команду країни у виїзному товариському матчі проти збірної Гватемали. Станом на 12 лютого 2020 провів два матчі за збірну, обидва відстояв насухо.

## Досягнення
Аргентина
- Чемпіон світу: 2022
- Переможець Суперкласіко де лас Амерікас: 2017

«Вільярреал»
- Володар Ліги Європи УЄФА: 2020-21